# Municipio de Union (condado de Huntingdon)
El municipio de Union (en inglés: Union Township) es un municipio ubicado en el condado de Huntingdon en el estado estadounidense de Pensilvania. En el año 2000 tenía una población de 1.005 habitantes y una densidad poblacional de 9.9 personas por km².

## Geografía
El municipio de Union se encuentra ubicado en las coordenadas 40°21′00″N 77°57′59″O / 40.35000, -77.96639.

## Demografía
Según la Oficina del Censo en 2000 los ingresos medios por hogar en la localidad eran de $31,397 y los ingresos medios por familia eran de $35,000. Los hombres tenían unos ingresos medios de $27,578 frente a los $20,769 para las mujeres. La renta per cápita de la localidad era de $14,940. Alrededor del 11,4% de la población estaba por debajo del umbral de pobreza.